# たなかさと
たなか さと（1996年〈平成8年〉2月23日 - ）は日本の女優。東京都出身。合同会社4C所属。

## 人物
保育士資格と幼稚園教諭二種免許を持っている。
本業を俳優に絞るまでは、保育士をアルバイトで兼業していた。
趣味は、映画を観た後の「一人映画ごっこ」、丁寧な暮らし。料理好き。
憧れの女優は樹木希林。

## 出演

### テレビドラマ
- プレミアムドラマ 忌野清志郎 トランジスタ・ラジオ（2015年5月3日、NHK BSプレミアム） - 芦山はる美 役[5]
- 木曜劇場 あなたがしてくれなくても（2023年4月13日 - 6月22日、フジテレビ系） - フタバ建設営業チーム[6] ・黒柳つぐみ 役[5]
- 真夜中ドラマ 婚活食堂[5] 第1話（2023年4月16日、BSテレビ東京 / テレビ大阪） - テレビ局スタッフ 役
- ドラマプレミア23  やわ男とカタ子 第4話（2023年8月28日、テレビ東京系） - かよ 役
- 金曜ドラマ 不適切にもほどがある![3] 第4話（2024年2月16日、TBSテレビ系） - 携帯ショップ店員 役
- 月9 366日[3] 第2話（2024年4月15日、フジテレビ系） - 看護師 役
- DRAMA ADDICT 買われた男 第5話・第9話（2024年5月16日・6月13日、テレビ大阪 / BSテレ東 / ほか） - 佐々木和子 役[3][7]
- 0.5D（2024年12月4日 - 12月25日、BS日テレ・テレビ神奈川・テレ玉・チバテレ） - 菱山商事社員・木野 役[8]
- 水曜22時枠 問題物件 第1話（2025年1月15日、フジテレビ系）[9] - 須貝森次のボランティア仲間 役
- ドラマチューズ! ジョフウ 〜女性に××××って必要ですか?〜 第5話（2025年4月30日、テレビ東京系）[10]  - サキの友人 役
- 金曜ナイトドラマ 魔物 마물 第5話（2025年5月23日、テレビ朝日系）[11] - 丁賀達彦の愛人 役

### 映画
- 僕らのごはんは明日で待ってる（2017年1月7日公開、監督：市井昌秀、アスミック・エース） - 三浦明日香 役[5]
- めがみさま（2017年6月10日公開、監督：宮岡太郎、メディアミックス・ジャパン） - 公園の母親 役[5]
- 痴人の愛（2024年11月29日公開、監督：井土紀州、マグネタイズ） - 彩 役[12]

### 配信ドラマ
- 連続ショートドラマ ループする（どろんこドラマ、2025年5月6日〈予定〉 - 、TikTok） - 冬 役[13]

### CM
- イエローハット 全国交通にゃん全運動2024（2024年2月22日）[14]
- サントリー Maker’s Mark「似顔絵の父たち」篇（2024年4月8日 - 5月19日）[15]
- 新日本空調 カイテキヒーロー 「守れ」篇 /「挑め」篇 （2025年3月 - ）[16]
- セブン-イレブン・ジャパン 金のハンバーグ PR広告（2025年8月）[17]